# Curling-Pan-Kontinentalmeisterschaft
Die Curling-Pan-Kontinentalmeisterschaft (offiziell: Pan Continental Curling Championships) ist ein Curling-Turnier für Damen- und Herrennationalmannschaften, das seit 2022 jedes Jahr im Oktober oder November stattfindet. Die Organisation der Turniere erfolgt durch die World Curling Federation. Die Pan-Kontinentalmeisterschaft löst die Pazifik-Asienmeisterschaft und der Americas Challenge ab und dienen wie diese Turniere dazu, sich für die Curling-Weltmeisterschaft zu qualifizieren. An ihr können Nationalmannschaften teilnehmen, die zu den Zonen Pazifik-Asien und Americas der World Curling Federation gehören. Die europäischen Mitglieder ermitteln die Teilnehmer der Weltmeisterschaft weiterhin durch die Europameisterschaft.

## Meisterschaften der Herren
| Jahr | Austragungsort   | Gold   | Silber   | Bronze             |
| ---- | ---------------- | ------ | -------- | ------------------ |
| 2022 | Calgary (Kanada) | Kanada | Südkorea | Vereinigte Staaten |
| 2023 | Kelowna (Kanada) | Kanada | Südkorea | Japan              |
| 2024 | Lacombe (Kanada) |        |          |                    |

## Meisterschaften der Damen
| Jahr | Austragungsort   | Gold     | Silber   | Bronze             |
| ---- | ---------------- | -------- | -------- | ------------------ |
| 2022 | Calgary (Kanada) | Japan    | Südkorea | Kanada             |
| 2023 | Kelowna (Kanada) | Südkorea | Japan    | Vereinigte Staaten |
| 2024 | Lacombe (Kanada) |          |          |                    |